# Bandera de Australia Occidental
El modelo actual de la bandera de Australia Occidental fue adoptado oficialmente por el gobierno de Australia Occidental en 1953.
La bandera se basa en la adición a la enseña azul británica de la insignia del estado situado en la parte central. La insignia es un disco de oro con un cisne negro nativo, el cual mira a la bandera. El cisne negro ha sido durante mucho tiempo un símbolo de Australia Occidental; de hecho, el nombre original de la colonia era «Colonia del río Swan» («swan» significa «cisne» en inglés) en el lugar que ahora es Perth, capital del estado.

## Pabellón anterior
La primera bandera de Australia Occidental fue adoptada en 1870 y era casi idéntica a la actual bandera de Australia Occidental. La única diferencia es que el cisne miraba en la dirección opuesta en vez de hacerlo hacia la Union Jack. La dirección del cisne fue cambiada para ajustarse a las directrices vexicologicas en la que los animales en las banderas deben hacer frente al mástil.

## Propuesta de bandera nueva

Bandera propuesta para Australia Occidental

Desde comienzos del siglo XXI ha tomado con fuerza la iniciativa del movimiento para cambiar la bandera del estado de Australia Occidental por una nueva que represente mejor a la gente y al estado. La bandera propuesta es similar a las banderas de los territorios del Norte y de la Capital Australiana, aunque utilizando los colores negro y dorado (colores estatales) y con la figura de un cisne negro. Dicha bandera es utilizada por varios grupos de personas que apoyan la medida del cambio de bandera.
Durante los festejos del aniversario de Australia Occidental en 2004, dicha propuesta fue enarbolada junto con la bandera oficial del estado y la bandera de Australia como homenaje en el Parlamento del estado en Perth.